# Station Grange-Over-Sands
Grange-Over-Sands is een spoorwegstation van National Rail in Grange-over-Sands, South Lakeland in Engeland. Het station van de Furness Line is eigendom van Network Rail en wordt beheerd door First TransPennine Express. Het station is geopend in 1857.

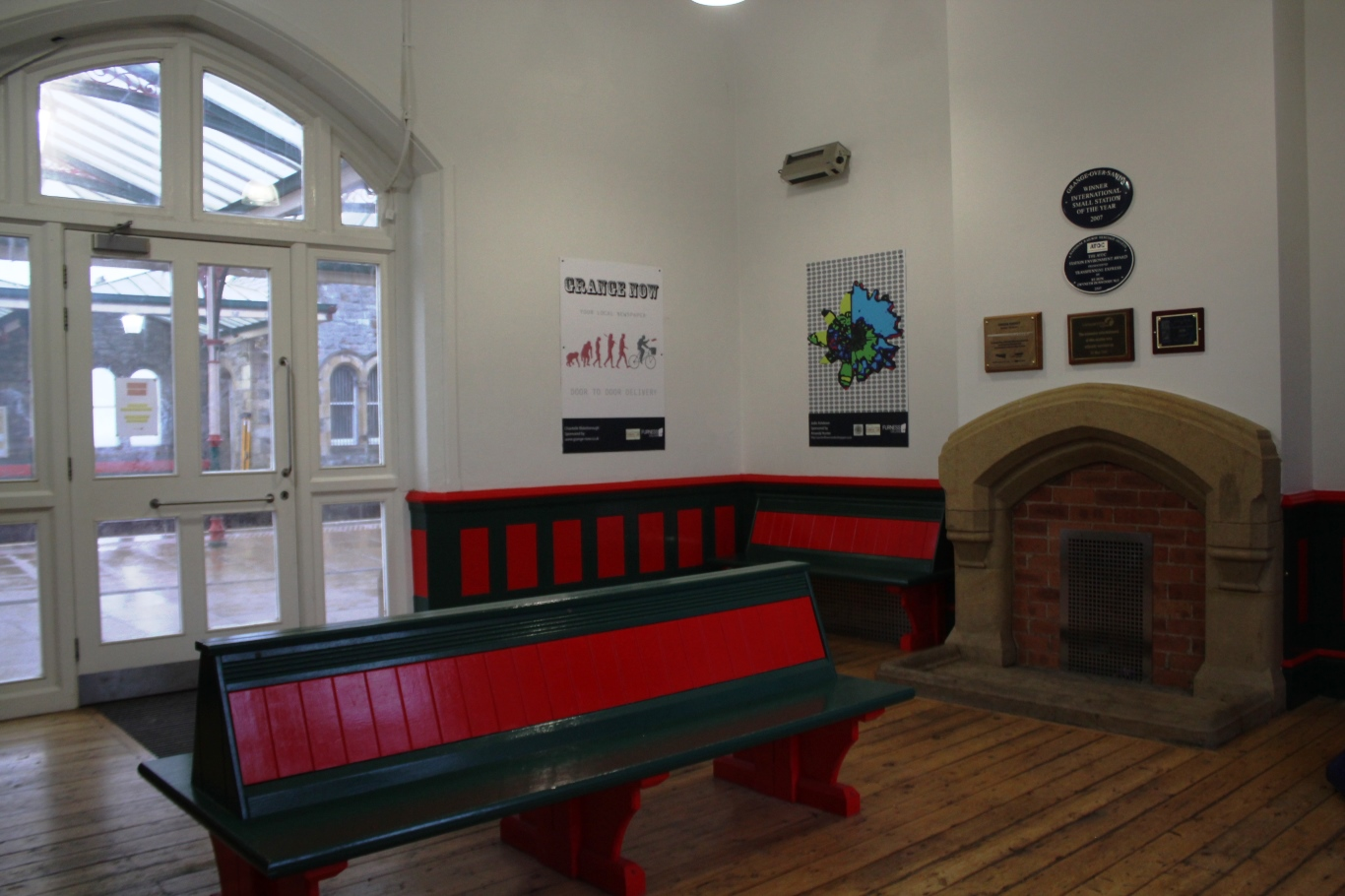
Wachtkamer
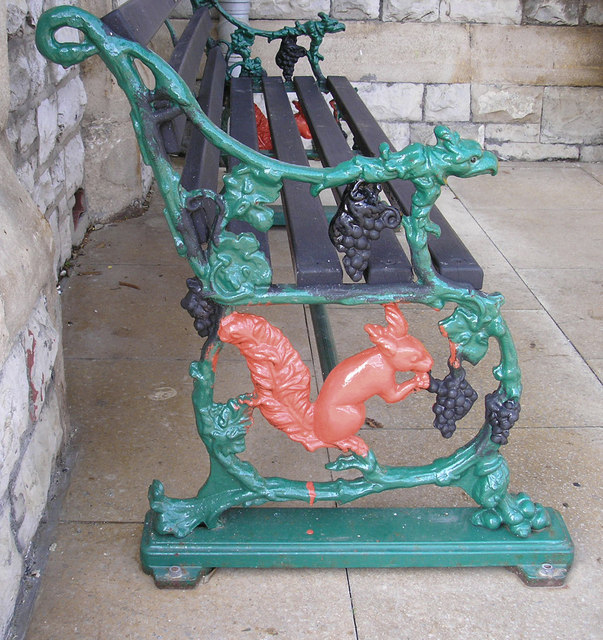
Bank op perron